# Saint-Félix-de-Bourdeilles
Saint-Félix-de-Bourdeilles è un comune francese di 71 abitanti situato nel dipartimento della Dordogna nella regione della Nuova Aquitania.

## Società

### Evoluzione demografica
Abitanti censiti